# Мирко Дамјановић
Мирко Дамјановић (Бугојно, 1937 — Београд, 25. децембар 2010) био је српски фудбалски тренер.

## Биографија
У својој вишегодишњој спортској каријери био је блиски сарадник Миљана Миљанића, Гојка Зеца, Велибора Васовића, Томислава Калоперовића, Марка Валока и многих других еминентних стручњака из ове области.
У тренерској каријери, Дамјановић је успешно водио екипу војног тима Замбије са којим је освојио три првенства. Такође је водио фудбалске клубове Рад и Синђелић из Београда, Кувајт Сахахил, Леотар из Требиња, Голију из Ивањице и Сартид из Смедерева.
Био је тренер београдског Партизана у сезони 1973/74.